# اکیاکا، بزدوگان
اکیاکا، بزدوگان (به لاتین: Akyaka, Bozdoğan) یک منطقهٔ مسکونی در ترکیه است که در استان آیدین واقع شده‌است.

## خصوصیات
اکیاکا ۱۶۲ نفر جمعیت دارد.